# Nynäshamns gymnasium
Nynäshamns gymnasium är ett kommunalt gymnasium i tätorten Nynäshamn. Det är det enda gymnasiet i kommunen. Skolan har cirka 420 elever.

## Utbildningar
Skolan har både Högskoleförberedande, yrkes och introduktionsprogram och gymnasiesärskola, enligt följande:

### Högskoleförberedande program
- Ekonomiprogrammet
- Försäljnings- och serviceprogrammet
- Naturvetarprogrammet
- Samhällsvetarprogrammet
- Teknikprogrammet

### Yrkesprogram
- Bygg- och anläggningsprogrammet
- El- och energiprogrammet

Gymnasiumet samarbetar även med Nynäshamns IF HC och har en Hockeyprofil där man har 2-3 träningar i veckan utöver gymnasiestudierna.